# 프리드리히 빌헬름 폰 슈토이벤
프리드리히 빌헬름 아우구스트 하인리히 페르디난트 폰 슈토이벤(독일어: Friedrich Wilhelm August Heinrich Ferdinand von Steuben, 1730년 9월 17일 ~ 1794년 11월 28일)은 미국 독립 전쟁에서 싸운 프로이센의 군인이다. 흔히 "슈토이벤 남작"(Baron Steuben)으로 알려져 있다. 미국 독립 전쟁에서 조지 워싱턴 장군을 보좌했다. 그는 1812년 전쟁 때까지 미합중국군의 표준 교본이 된 《혁명전쟁 훈련 매뉴얼》을 썼다. 그리고 새롭게 만들어져 체계가 떨어지던 대륙군의 훈련과 전술, 통제의 기본을 가르쳤다.

## 어린 시절과 교육
프리드리히 빌헬름 폰 슈토이벤은 독일 개혁 교회의 목사 아우구스틴 슈토이벤의 손자로 프로이센 왕국 마그데부르크에서 태어났다. 그의 부친은 거기에 주둔한 프로이센 육군의 공병 중위였다. 그는 초기의 어린 시절을 러시아에서 보냈다. 10세때 부모와 독일로 돌아와 브레슬라우에 있는 예수회 학교에서 교육을 받고, 17세에 기수의 계급과 함께 프로이센 육군의 사관이 되었다.

## 첫 군사 복무
7년 전쟁 동안 1756년부터 1763년까지 슈토이벤은 처음에 보병 연대의 중위로서, 그러고나서 유격대의 부관으로 복무하였다. 전쟁의 후기에 그는 대위로 진급되었고, 총사령부들에서 보조 병참 장교로 만들어졌다. 1762년 가을 러시아군에 의하여 포로로 잡힌 그는 짧은 시간 후에 석방되었고, 이어진 봄에 그는 표트르 3세로부터 프리드리히 2세에게 외교적 급파를 날랐다.
슈토이벤이 후에 자신이 주장한 프로이센 육군 복무에서 높은 계급과 영향적인 지위들에 보유되지 않았어도 그의 초기 군사 훈련과 경험은 과소평가되지 않았다. 연소 장교로서 그는 그 능률과 유효성을 위하여 유럽을 통하여 존중된 엄격한 프로이센의 교련 제도를 익혔고, 부관과 보조 병참 장교로서 그는 전장의 조직과 훈련으로 공급으로부터 군사 행정의 모든 명언에서 익숙해졌다. 그의 실력들과 상식은 조지 워싱턴이 대륙육군을 더욱 완전하게 유능하고 안정된 직업적인 군단으로 만드는 데 필요했던 일종의 참모가 되는 데 거의 완벽하게 그를 적합시켰다.

## 호헨촐레른-헤힝겐의 시종
분명치 않은 이유들로 슈토이벤은 33세의 나이에 프로이센 육군으로부터 제대되었다. 다음해 그는 이어시 자신이 남작 칭호를 쥐은 작은 남부 독일의 공국 호헨촐레른-헤힝겐의 궁정에서 시종이 되었다. 1771년 그의 공작이 궁정을 닫고, 자신이 더욱 경제적으로 살기를 희망한 프랑스로 신분을 숨기고 갈때 슈토이벤은 그를 동행하였다. 1774년 그들은 독일로 돌아왔고, 용해력을 성취하는 데 실패하였다. 1년 후에 슈토이벤은 전혀 증명되지 않거나 어린 소년들과 함께 온당치 못하게 행동의 소생된 풍설에 의하여 포위되었다. 그는 다른 직업을 찾는 데 강요되었다.

## 미국으로 떠나며
다른 유럽의 육군들(프랑스, 오스트리아, 바덴)에 들어가는 데 비성공적인 시도들 후에 슈토이벤은 당시 파리에서 미국의 위원들 중의 하나이자 슈토이벤이 미국에서 귀중한 복무를 할 수 있게 된 것을 암시한 벤저민 프랭클린의 친구를 만났다. 1777년 여름 동안 자신이 도착한 파리로 이 조언을 추구한 슈토이벤은 자신의 프로이센 군사 훈련의 가치를 인정한 프랑스의 전쟁 장관 클로드루이 콩트 드 생제르맹에 의하여 보증된 좋은 행운을 가졌다. 비밀적으로 미군들을 원조한 프랑스의 극작가 피에르오거스탱 카롱 드 보마르셰는 자신의 회사 로드리그 오르탈레 에 시로부터 여행 자금들을 제출하였고, 1778년 9월 4일 기략이 풍부한 프랭클린은 "프로이센 국왕의 복무에서 중장"으로서 워싱턴에게 슈토이벤을 소개한 편지를 썼다. 이 전부의 가짜 신임장들과 함께 중장 슈토이벤 남작은 9월 26일 마르세유를 떠났다. 그는 12월 1일 뉴햄프셔의 포츠머스에 도착하였고, 장엄하게 환대를 받은 보스턴에서 몇주를 보낸 후 그는 1778년 2월 5일 경에 대륙 회의가 당시 개회된 펜실베이니아 요크에 도달하였다. 자신이 배운 대륙 회의는 봉급을 받지 않은 지원군으로서 당시를 위하여 복무하는 데 12월 6일 회의에게 쓴 편지에서 만들어진 제공을 이미 받아들였고, 2월 23일 그는 밸리 포지에서 워싱턴에게 보고하였다.

## 미국 독립 전쟁
워싱턴의 요청에 슈토이벤은 1778년 3월 후순에 대륙육군을 위한 교련 훈령의 이해력 있는 새로운 프로그램을 시작하였다. 자신이 처음에 독일어와 프랑스어 만을 하였어도 슈토이벤은 교묘하게 미국인들이 필요했던 프로이센의 방법들과 기질을 채택한 교습의 일련을 기안하여 자신의 영어를 하는 프랑스의 부관 피에르 에티엔 뒤 퐁소의 보조를 고용하였다. 그는 대략 150명의 정선한 남자들의 모델 일단과 함께 시작하였고, 작은 육군을 통하여 일종의 기하 수열에서 자신의 지시를 퍼뜨렸다. 그의 성공적인 방식의 본질적인 요소는 슈토이벤의 개성이 풍부한 성격이었다. 그는 장엄한 제복에 운 나쁘게 입혀진 대륙육군들 앞에 서 유급 입장의 가치를 나타냄을 취하였다. 뒤 퐁소에 의하면 슈토이벤이 더 이상 독일어와 프랑스어에서 자신의 어색한 제자들을 저주할 수 없을 때 그가 영어에서 자신을 위하여 와서 맹세하는 데 뒤 퐁소와 그의 프랑스어를 쓰는 미국의 원조인 벤저민 워커 대위에 부탁했다고 한다.
밸리 포지에서 슈토이벤이 소개하기 시작한 교련 향상들은 열병장에서 단순하게 대륙육군들이 더 보기 좋게 만든 것보다 더욱 많았다. 18세기에 연습된 교전의 조직적인 품질에서 정밀과 훈련과 함께 전쟁터에 큰 형성에서 행렬하는 데 군인들의 능력응 가끔 승리와 패배 사이에 다른점을 만들었다. 슈토이벤의 성취는 어쩌다 그들의 대부분이 이미 할 수 있던 행렬을 어떻게 하는 데 가르치는 것이 아니었으나 군사적으로 혁식적인 넓은 교련 제도와 설립된 제복에 의하여 더욱 위대한 능력과 함께 여단과 사단들에서 함께 행렬하는 데 그들을 가능하게 하는 것에서였다. 1778년의 봄 후에 북부의 주들에서 정통적으로 우세한 막다름이 슈토이벤의 업무가 전혀 완전하게 열린 전투에서 시험되지 않은 결과를 의미하였어도 그들은 군인들의 새로운 훈련이 상당히 위험한 처지들 아래 유지된 통제에 대륙육군의 사관들을 원조한 5월 20일 배런 힐과 6월 28일 몬머스 전투에서 부분적으로 발휘하였다.

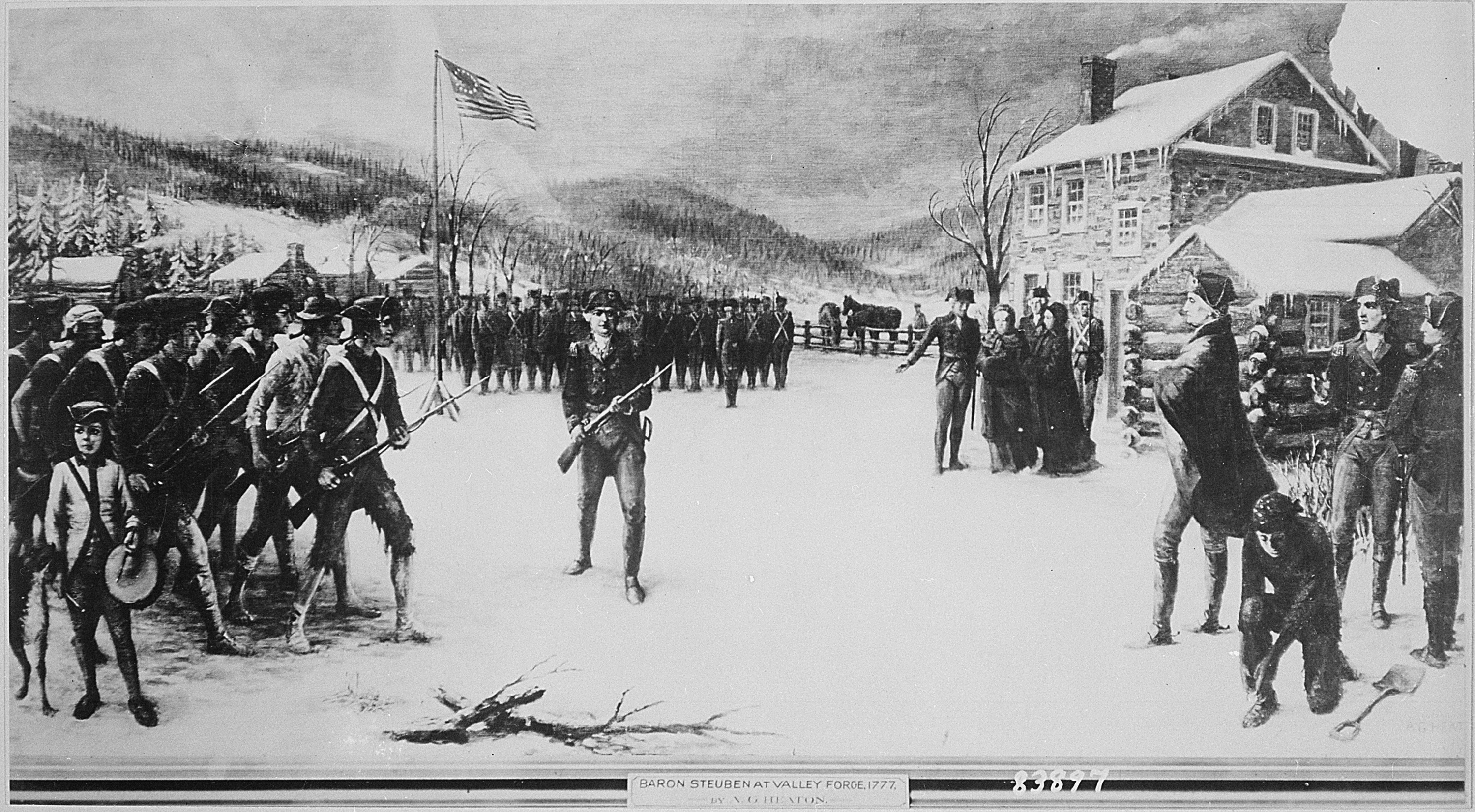
밸리 포지에서 대륙군을 훈련시키는 슈토이벤 남작

### 감찰감 시절
워싱턴 장군은 몇주 안에 이루어진 진행과 함께 충분히 기뻐하여 4월 30일 슈토이벤을 소장의 계급과 함께 육군의 감찰감으로서 슈토이벤의 임명을 추천하였고, 5월 5일 대륙 회의는 진급을 확증하였다.
몬머스 캠페인이 일어나는 동안 새로운 감찰감은 워싱턴의 본부에 복무하였고, 6월 28일의 전투의 최종적 단계에서 그는 어떤 조직이 문란한 미국의 부대들을 수집하는 도움을 주었다. 몇주 후에 몬머스 법원에서 그의 위법 행위가 있는 동안 찰스 리는 슈토이벤을 그날 "책략의 매우 먼 관객들 중의 하나"로 언급하였다. 슈토이벤은 즉시 자신의 의견들에 결투로 리를 도전하였으나 리가 자신이 위반이 아니었다는 것을 의미한 것을 설명할 때 만족하였다.

### 훈련 진행
1778년 7월 일시적으로 대륙군의 우파들을 명령한 후, 슈토이벤은 한해의 나머지를 거의 군인들을 훈련시키고, 감찰감의 군관구의 조직과 권력들에 대륙 회의와 협상하는 데 보냈다. 다음 겨울에 그는 "블루북"으로 알려지게 된 미국의 군인들의 명령과 훈련을 위한 자신의 규칙을 준비하였다. 대륙육군 뿐만 아니라 미국 육군의 장교들과 군인들의 첫 세대를 위하여 주요 군사 안내자를 지낸 이 교범은 슈토이벤이 밸리 포지에서 발명한 교련 제도의 개조한 이형과 유럽의 육군들에서 이용한 최근의 관리 실습들의 요약을 둘다 담았다. 1779년과 1780년 자신의 훈련과 적하의 임무들을 지속한 슈토이벤은 연대들의 정규적인 조사들을 이루기 시작하였고, 그는 나쁘게 필요했던 재산의 책임의 제도를 세웠다. 1779년 ~ 80년의 겨울 동안 그는 육군 조직의 문제들에 대륙 회의로 워싱턴의 대표였다.

### 남부 캠페인
너새니얼 그린이 1780년의 가을에 남부 군관구의 명령이 주어질 때 슈토이벤은 함께 갔고, 그린의 성원의 대부분 - 규정들 만큼 인원들이 버지니아에서 온 이래 그는 거기에 머물렀다. 민주주의의 진행들이 군사의 편의주의에 바쳐진 것을 둔감하게 강요한 슈토이벤은 토머스 제퍼슨 주지사와 버지니아의 입법부들과 거래에 부적당하였다. 겨울과 1781년 봄 초기 동안 버지니아에서 연장 대륙육군의 사관으로서 슈토이벤은 제임스강 위로 병력에서 베네딕트 아널드와 윌리엄 필립스의 급습들을 확인하는 데 비성공적으로 시도한 작은 대륙육군의 아까운 파견단과 경솔하게 집합된 민병들을 명령하였다.
마르키 드 라파예트가 4월 말기에 버지니아에 도착할 때 슈토이벤은 자신의 명령을 새로 부임한 사령관에게 양보하고, 캐롤라이나 지방에서 그린 장군의 육군들을 위한 증원대와 공급물들을 모으는 데 전념하였다. 6월 찰스 콘월리스 장군의 버지니아 침입이 있는 동안 슈토이벤은 공공적 비판의 폭발에 마주쳐 적의 급습자들로부터 포인트 오브 포크에서 공급물의 창고를 구하는 데 실패하였고, 그러고나서 그린에 가입하는 데 남부로 그의 대략 500명의 대륙육군 보충병들의 파견을 행군시키기 시작하였다. 며칠 후 만에 자신의 실수를 알아차린 그는 그의 행렬을 역전시키고, 자신의 보충병들을 라파예트에게 보내 확장된 병가를 택하였다. 슈토이벤은 요크타운 전투를 위하여 육군에 재가입하여 워싱턴의 군대의 3개의 사단들 중 하나의 명령을 차지하여 포위의 교전 상태에 자신의 경험의 이익을 주었다. 이 일은 세상에 알려진 그의 계급에 어울린 야전 명령으로 그의 장기적으로 품은 욕망을 알아차리는 데 그가 가까이 온 것이었다.
슈토이벤은 전쟁의 마지막 2년 동안 지속적으로 감찰감을 지냈다. 1783년의 봄에 그는 대륙육군의 동원 해체와 미국의 미래의 방어를 위한 계획에서 워싱턴을 보조하였다. 그는 또한 신시내티 사회의 창조에서 활동적으로 연루되었고, 유전적인 회원을 위하여 열렬히 그 논쟁의 규정에 찬성되었다. 그해 8월 그는 영국의 국경 지방 주둔지들의 항복을 받으러 캐나다에 갔으나 캐나다의 총독 프레더릭 홀디먼드가 그를 대우하는 데 권위가 없다는 것을 찾았다. 슈토이벤은 1784년 3월 21일 자신의 임관 사령을 사임하였다.

## 최종의 세월

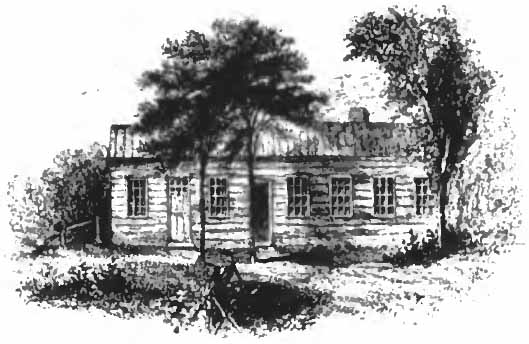
뉴욕주 스타이벤에 있는 슈토이벤의 오두막 여름 저택

1783년 3월 펜실베이니아주 입법부와 1786년 뉴욕주 입법부의 법령에 의하여 미국 시민권을 얻은 슈토이벤은 맨해튼 섬에 소유지 "루브르"에 저택을 설립하였고, 두드러지고 인기있는 사회적 인물이 되었다. 그는 자신의 자력들의 범위를 넘어서 멀리, 그리고 곧 심각한 재정적 곤경에 살았다. 1790년 6월 새로운 연방 정부는 그의 미국 독립 전쟁 단언들의 일시불의 금액 대신 해마다 2천 5백 달러의 연금을 수여하였고, 그 일은 이어진 10월 만에 알렉산더 해밀턴과 그의 친구들이 뉴욕주에 의하여 그에게 주어진 1만 6천 에이커에 "우호 저당권"을 줄 때 슈토이벤의 재정적 정세들이 해결되었다.
자신의 마지막 세월 동안 이제 나이가 든 미혼 남자는 뉴욕주 유티카 북부에 있는 모호크 밸리 사유지에서 여름을, 그리고 뉴욕 시에서 겨울을 보냈다.
1794년 11월 28일 유티카에서 사망하였고, 자신의 재산들을 자신의 전 원조자들 윌리엄 노스와 벤저민 워커에게 유증하였다.

## 같이 보기
- 미국 독립 전쟁